# Silene atrocastanea
Silene atrocastanea är en nejlikväxtart som beskrevs av Friedrich Ludwig Diels. Silene atrocastanea ingår i släktet glimmar, och familjen nejlikväxter. Inga underarter finns listade i Catalogue of Life.